# Enno Trebs
Enno Trebs (* 5. Oktober 1995 in Berlin) ist ein deutscher Schauspieler.

## Leben
Enno Trebs kommt aus Birkenwerder in der Nähe von Berlin. Er wuchs in einer Familie mit fünf Kindern auf. Seine Geschwister Theo Trebs, Lilli Trebs, Nele Trebs und Pepe Trebs sind ebenfalls Schauspieler, mit denen er teilweise auch zusammenarbeitet.
Von 2016 bis 2020 absolvierte er ein Schauspielstudium an der Hochschule für Schauspielkunst „Ernst Busch“ Berlin.
Enno Trebs, der das Neue Gymnasium in Glienicke besuchte, kam eher zufällig zur Schauspielerei. Bei einem Vorsprechen für eine Rolle in Detlev Bucks Kinderfilm Hände weg von Mississippi (2007), bei dem er relativ früh ausschied, wurde er von einer Schauspielagentin entdeckt, die ihn, wie auch seinen älteren Bruder Theo (* 1994) und seine jüngere Schwester Lilli (* 1996), unter Vertrag nahm. Seine erste große Rolle spielte Enno Trebs, als Filmsohn von Gabriela Maria Schmeide, in der Fernsehkomödie Krauses Fest (2007; Regie: Bernd Böhlich) mit dem Polizeiruf-110-Wachtmeister Horst Krause und Dominique Horwitz in den Hauptrollen.
Beim Casting für den mehrfach ausgezeichneten Film Das weiße Band – Eine deutsche Kindergeschichte (2009) wurde Enno Trebs aus mehr als 8000 Kindern ausgewählt. Von Juni bis September 2008 stand er gemeinsam mit insgesamt über 40 jungen Darstellern vor der Kamera. Er spielte Georg, den Sohn des von Josef Bierbichler dargestellten Gutsverwalters, der ebenso wie die anderen Kinder des Dorfes in die geheimnisvollen Verbrechen verwickelt ist, die sich in einer abgeschiedenen norddeutschen Dorfgemeinschaft kurz vor dem Ausbruch des Ersten Weltkriegs ereignen. Auch seine Geschwister Lilli und Theo Trebs wirkten in dem Film als Kinderdarsteller mit.
In dem Gefängnisdrama Picco (2010) hatte er eine Nebenrolle; er spielte den Bruder von Andy (Martin Kiefer), einem der Protagonisten des Films. In dem Historienfilm Poll (2010), der im Sommer 2009 in Estland gedreht wurde und kurz vor dem Ausbruch des Ersten Weltkriegs im Baltikum spielt, verkörperte Enno Trebs den jungen Kadetten Paul von Siering, der in der russischen Armee Dienst tut, und der seiner Cousine Oda, der späteren Schriftstellerin und Lyrikerin Oda Schaefer (1900–1988), in die er verliebt ist, den Hof macht. In der ARD-Vorabendserie Heiter bis tödlich: Alles Klara war er in der zweiten Staffel in der Folge 25 Das Opfer von Regenstein, die im Dezember 2013 erstausgestrahlt wurde, der junge Marius Thorwaldt, der Anführer einer Gothic-Clique, der eigentlich das Opfer des tödlichen Angriffs werden sollte. In dem Fernsehfilm Mona kriegt ein Baby (Erstausstrahlung: April 2014) spielte er den 17-jährigen Roman Seifert, den Vater des Kindes der 14-jährigen Schülerin Mona Lessing, der die Verantwortung für das von ihm gezeugte Kind nicht übernehmen will. In dem Kinofilm Freistatt (2015) war er in der Rolle von Bernd zu sehen; er verkörperte den „Ranghöchsten“ einer Gruppe Jugendlicher in einem christlichen Erziehungsheim.
Im Polizeiruf 110: Der Preis der Freiheit, der im April 2016 erstausgestrahlt wurde, spielte er den jungen  Friedrich „Fritz“ Piatkowski, der sich gemeinsam mit seinem Vater Lutz (gespielt von Thomas Loibl) in einer regionalen Bürgerwehr engagiert. Im Oktober 2016 war Trebs in der Serie In aller Freundschaft – Die jungen Ärzte (Folge: Masken) in einer Episodenhauptrolle zu sehen. Er spielte den schwerverletzten Strafgefangenen Dennis Lürssen, der den Gefängnisarzt der örtlichen Jugendstrafanstalt tätlich angegriffen hat, seine Tat aber mittlerweile bereut. Im Kieler Tatort: Borowski und der Fluch der weißen Möwe (Erstausstrahlung: Mai 2020) verkörperte er den Polizeischüler Tobias Engel, der sich die Schuld am Tod einer jungen Frau gibt, die vor seinen Augen von einem Hochhaus in den Tod sprang, und für den eine Welt zusammenbricht, nachdem seine schwer traumatisierte Kollegin und Freundin einen anderen Polizeischüler tötet.
Bereits während seines Schauspielstudium stand er im Berliner Ensemble unter der Regie von Veit Schubert in Bertolt Brechts Die Antigone des Sophokles auf der Bühne. Seit der Spielzeit 2020/21 ist Trebs festes Ensemblemitglied am Deutschen Theater Berlin. Dort verkörperte er u. a. den Woyzeck in Woyzeck Interrupted von Mahin Sadri und Amir Reza Koohestani nach Georg Büchner in der Inszenierung von Amir Reza Koohestani oder den Baron von Burleigh in Anne Lenks Maria Stuart von Friedrich Schiller.
Enno Trebs wurde zeitweise von der Agentur seiner Mutter Dorothea Trebs vertreten. Er lebt in Brandenburg im Umland von Berlin.

## Filmografie (Auswahl)
- 2007: Krauses Fest (Fernsehfilm)
- 2009: Das weiße Band – Eine deutsche Kindergeschichte
- 2010: Picco
- 2010: Poll
- 2010: Löwenzahn: Geocaching – Schatzjagd mit dem GPS (Fernsehserie, eine Folge)
- 2010: Inga Lindström: Millionäre küsst man nicht (Fernsehreihe)
- 2011: Lindburgs Fall (Fernsehfilm)
- 2012: Tatort: Dinge, die noch zu tun sind (Fernsehreihe)
- 2013: About:Kate (Fernsehserie, Serienrolle)
- 2013: Alles Klara: Das Opfer vom Regenstein (Fernsehserie, eine Folge)
- 2014: Mona kriegt ein Baby (Fernsehfilm)
- 2014: Wir sind jung. Wir sind stark.
- 2015: OK Kid: Gute Menschen (Videoclip)
- 2015: Freistatt
- 2016: Polizeiruf 110: Der Preis der Freiheit (Fernsehreihe)
- 2016: In aller Freundschaft – Die jungen Ärzte: Masken (Fernsehserie, eine Folge)
- 2017: Tiger Girl
- 2018: Raus
- 2018: Tatort: Damian (Fernsehreihe)
- 2018: Verlorene
- 2020: Tatort: Borowski und der Fluch der weißen Möwe (Fernsehreihe)
- 2021: Spreewaldkrimi: Totentanz (Fernsehreihe)
- 2021: Niemand ist bei den Kälbern
- 2022: Das Begräbnis
- 2022: Wir sind dann wohl die Angehörigen
- 2023: Roter Himmel
- 2025: Köln 75
- 2025: Miroirs No. 3

## Theater (Auswahl)
- 2019: Die Antigone des Sophokles von Bertolt Brecht, Regie: Veit Schubert, Berliner Ensemble[8]
- 2020: Maria Stuart von Friedrich Schiller, Regie: Anne Lenk, Deutsches Theater Berlin[10]
- 2021: Oedipus von Sophokles, Regie: Ulrich Rasche, Deutsches Theater Berlin[12]
- 2021: Woyzeck Interrupted von Mahin Sadri und Amir Reza Koohestani nach Georg Büchner, Regie: Amir Reza Koohestani, Deutsches Theater Berlin[13][14][15]
- 2021: Einsame Menschen von Gerhart Hauptmann, Regie: Daniela Löffner, Deutsches Theater Berlin[16][17][18]
- 2022: Birthday Candles von Noah Haidle, Regie: Anna Bergmann, Deutsches Theater Berlin[19][20]